# Joan Escolà
Joan Escolà (Anglesola, 26 de desembre de 1927 - Barcelona, 19 de juliol de 1963) va ser un ciclista català que va córrer professionalment entre 1952 i 1963.
Natural de l'Urgell, va viure molts anys a Sabadell. Un any després de retirar-se, va morir en un accident de motocicleta al barri de Sant Andreu de Barcelona.

## Palmarès
- 1954
  - Vencedor d'una etapa a la Volta a Mallorca
- 1956
  - Vencedor d'una etapa a la Volta a Catalunya
- 1958
  - 2n a la Volta a Llevant
- 1960
  - 3r al Trofeu Jaumendreu
- 1961
  - Vencedor d'una etapa a la Volta a Colòmbia

### Resultats a la Volta a Espanya
- 1956. Abandona
- 1957. 28è de la classificació general
- 1958. Abandona
- 1959. Abandona
- 1960. Abandona
- 1961. Abandona
- 1962. Abandona

### Resultats al Giro d'Itàlia
- 1955. 84è de la classificació general